# Batalla de la Vega Real
La batalla de la Vega Real, también llamada batalla del Santo Cerro o batalla de Jáquimo, tuvo lugar el 27 de marzo de 1495 en la isla de La Española entre una alianza aborigen y las fuerzas castellanas, comandadas por Cristóbal Colón, Bartolomé Colón y Alonso de Ojeda, con la ayuda de aborígenes de Guacanagarix.

## Antecedentes

### Colón en las Antillas
En su primer viaje a lo que hoy se conoce como América, Colón descubre La Española en 1492 y ordena instalar la Villa Navidad, que es aparentemente arrasado por el cacique de Maguana, Caonabo, en 1493.
En el contexto de su segundo viaje a América, Cristóbal Colón desembarca en La Española con un contingente militar. Tras un viaje de exploración por Cuba y otras islas, regresa el 29 de septiembre de 1494 a La Española en bastante mal estado de salud. En el puerto de Villa Isabela se encuentra con su hermano Bartolomé, navegante y militar al que Colón había nombrado adelantado y gobernador de las Indias para que le ayudase en la complicada gestión de una isla en rebeldía de aborígenes o de su propia expedición.

### El apresamiento de Caonabo
Caonabo, cacique de Maguana, del que los castellanos sospechaban que había arrasado la Villa Navidad, intentó acabar con el Fuerte Santo Tomás, que fue defendido por Alonso de Ojeda. Tras esto, Caonabo hizo un llamamiento a los principales caciques para crear una alianza y atacar Villa Isabela, pero no consiguió el apoyo del cacique del Marién, Guacanagarix.
Guacanagarix se reunió con Colón y le prometió que él y sus tribus habían permanecido fieles a los castellanos, diciéndole que todos los soldados cristianos que estaban en su región estaban perfectamente atendidos y de salud y le informó sobre la coalición de los otros 4 caciques de la isla para atacarles. Por el chivatazo y su lealtad a los castellanos, el cacique Bohechío mató a una de sus mujeres y Caonabo secuestró a otra. Tras esto, Guacanagarix se unió a los castellanos para vencer a la coalición aborigen.
Alonso de Ojeda partió con una comitiva para capturar a Caonabo. Ideó un plan que sería utilizado por conquistadores posteriores de manera muy exitosa: internarse en el corazón del territorio enemigo, ganarse su confianza y en un momento de descuido capturarlo. De esta forma, Caonabo fue hecho prisionero, enviado a la Villa Isabela y presentado a Colón, que decidió enviarlo ante los Reyes Católicos, donde sería tratado como un jefe militar enemigo y no como un simple prisionero.
Sin embargo, Caonabo nunca llegaría a la península ibérica, posiblemente por un naufragio de la nave en el océano Atlántico o porque muriera y fuera tirado al mar.

## La batalla de la Vega Real
Al saber de la captura de Caonabo, el resto de caciques decidió atacar la Villa Isabela. El puesto de Caonabo fue ocupado por su hermano, Manicatex.
Al saber del ataque, Colón decide no esperar a que vengan, sino combatir fuera. Para ello, sale de la Villa Isabela con doscientos infantes y con los hombres de Guacanagarix, que le otorga varios cientos de aborígenes. El ejército contaba además con veinte caballos y otros tantos perros de presa. 
El lugar de la batalla será la Vega Real, cercana a la actual ciudad de Concepción de La Vega el 27 de marzo de 1495. El ejército de la alianza aborigen era muy superior en número, pero sería una batalla breve. Bartolomé ordenó que las fuerzas se separasen en dos grupos para atacar a la alianza aborigen por dos flancos, para dar así la impresión de ser muchos más. Además, Alonso de Ojeda iría con un ataque frontal.
Los primeros disparos de los arcabuces, las descargas de ballestas, la visión de los caballos y de los perros de presa, además de la organización del ataque, provocó que los de la alianza indígena huyeran aterrorizados. 
Manicatex fue capturado. La mujer de Caonabo, Anacaona, huyó al cacicazgo de su hermano en Xaragua, en el extremo occidental de la isla.
Tras esta batalla, todos los caciques de La Española fueron pacificados por los castellanos, al menos de momento. Al estar pacificada la Isla en el interior, Colón se adentró en la zona de la Vega Real y fundó Concepción de la Vega, en origen como una fortaleza llamada La Concepción, y que se convertirá en la mina de oro más rica del Caribe

## Galería de Imágenes

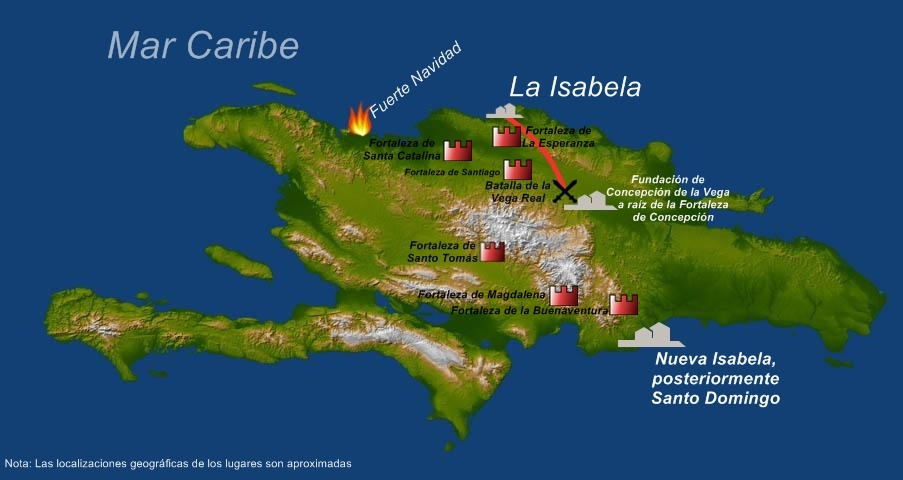
Situación de la batalla de la Vega Real y de otros lugares de interés.

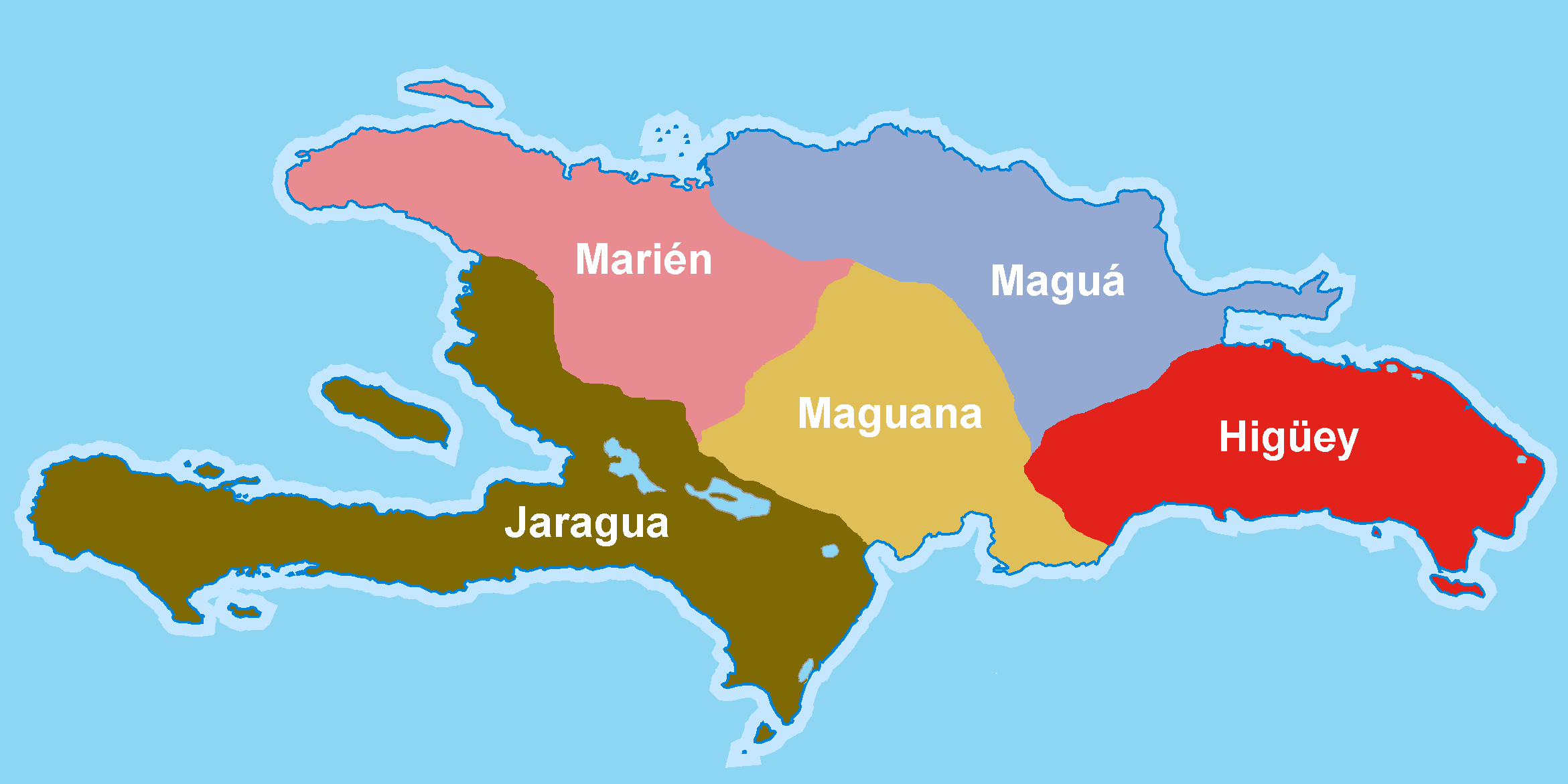
Cacicazgos en la Isla de La Española